# アントラキノン法
アントラキノン法(リードル・プフライデラー法)は、1940 年代にIG・ファルベンによって開発された過酸化水素の合成法である。過酸化水素の工業生産は酸素の還元に基づいている。原料と生成物は元素からの直接合成と同じである。ただし、水素自体の代わりに、対応する 2-アルキル-アントラキノンからパラジウムによる接触水素化によって事前に生成される 2-アルキル-アントラヒドロキノンが使用される。酸素と有機相が反応して、アントラキノンと過酸化水素が生成される。他のアルキル基 (R) の中でも、エチル基および tert-ブチル基 が使用される (例: 2-エチルアントラキノン)。
次に過酸化水素は水で抽出され、第 2 段階で精留によって水から分離される。アントラキノンは触媒として作用するため、全体の反応方程式は次のようになる。
{\displaystyle {\ce {H2 + O2 -> H2O2}}}
酸素の代わりにオゾンを使用すると、この方法で三酸化二水素を生成できる。